# Goincourt
Goincourt est une commune française située dans le département de l'Oise, en région Hauts-de-France.

## Géographie

### Description

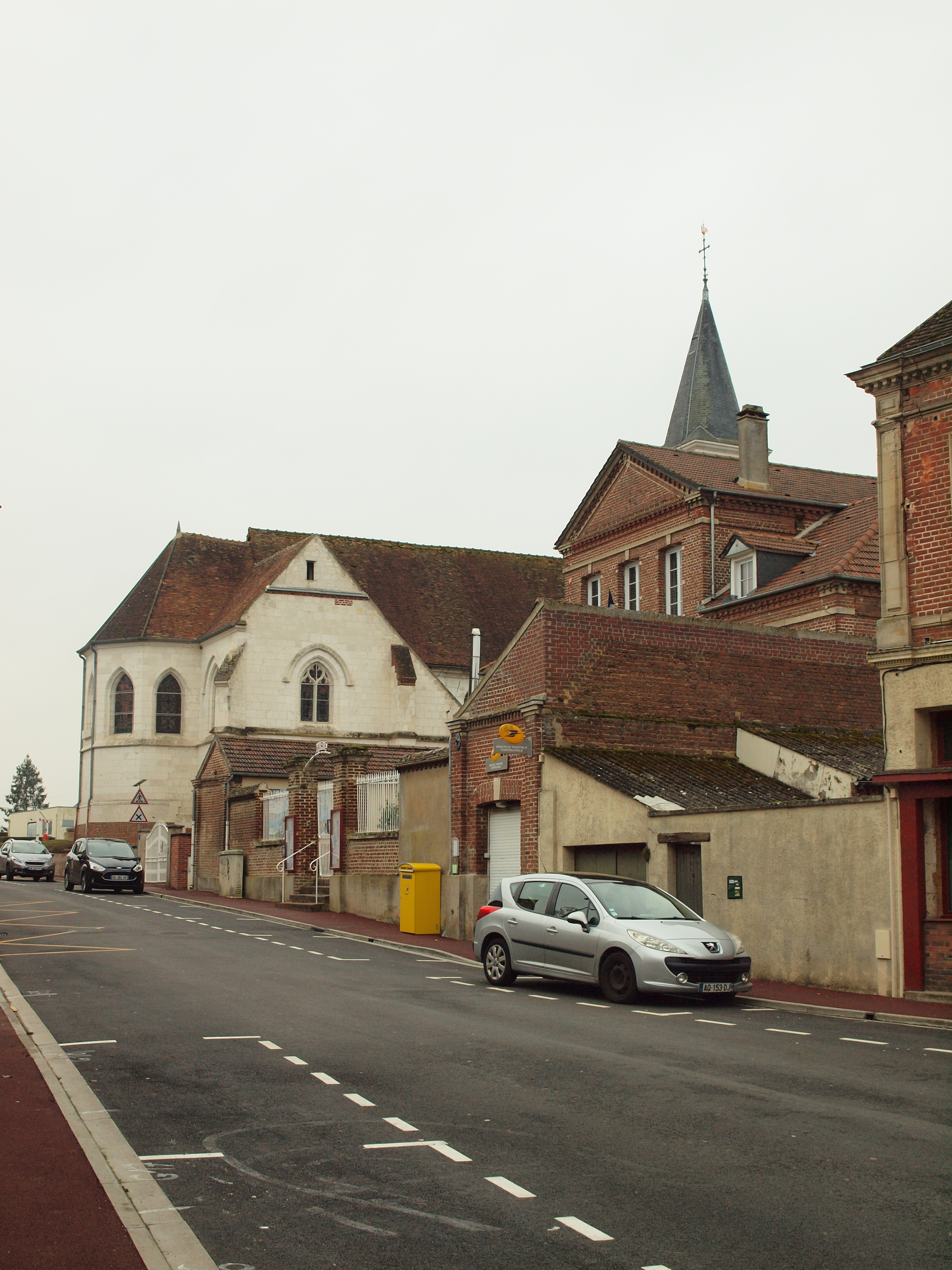
Ambiance de la commune : la mairie et le chevet de l'église.

Commune picarde du Beauvaisis, jouxtant au sud-ouest la préfecture de l'Oise et desservie par l'ancienne route nationale 181 (actuelle RD 981), route Gisors - Beauvais, ainsi que par la route de Rouen, la route nationale 31.
En 1851, Louis Graves indiquait que « le territoire de Goincourt est inégal, tourmenté, à pentes dirigées vers l'Avelon dont le cours lui sert en partie de limite vers le sud. Il remonte au nord sur le coteau qui porte la forêt du Parc, au sud-est l'extrémité du coteau Saint-Jean. Il est parsemé de tertres à base argileuse; des bosquets sont épars à sa superficie.
Le chef-lieu, central, est formé d'une rue principale, large, rectiligne, dite rue du Pont, sur laquelle s'embranchent, à angle droit, les rues de Courcelles, d'En-haut et une troisième voie. On traverse l'Avelon qui_ touche au village, au moyen d'un pont compris dans le chemin dit de Boyenval ou de la Fraiche ».

### Communes limitrophes
Les communes limitrophes sont  Aux Marais, Beauvais, Le Mont-Saint-Adrien, Rainvillers et Saint-Paul.
| Le Mont-Saint-Adrien |           | Beauvais   |
| Saint-Paul           | Goincourt |            |
| Rainvillers          |           | Aux Marais |

### Hydrographie

#### Réseau hydrographique
La commune est située dans le bassin Seine-Normandie. Elle est drainée par l'Avelon, le ru d'Auneuil,,.
L'Avelon, d'une longueur de 23 km, prend sa source dans la commune de Senantes et se jette  dans Rivière de Saint-Just à Beauvais, après avoir traversé onze communes. Les caractéristiques hydrologiques de l'Avelon sont données par la station hydrologique située sur la commune de Beauvais. Le débit moyen mensuel est de 1,02 m3/s. Le débit moyen journalier maximum est de 15,5 m3/s, atteint lors de la crue du 22 juin 2021. Le débit instantané maximal est quant à lui de 22,7 m3/s, atteint le même jour.

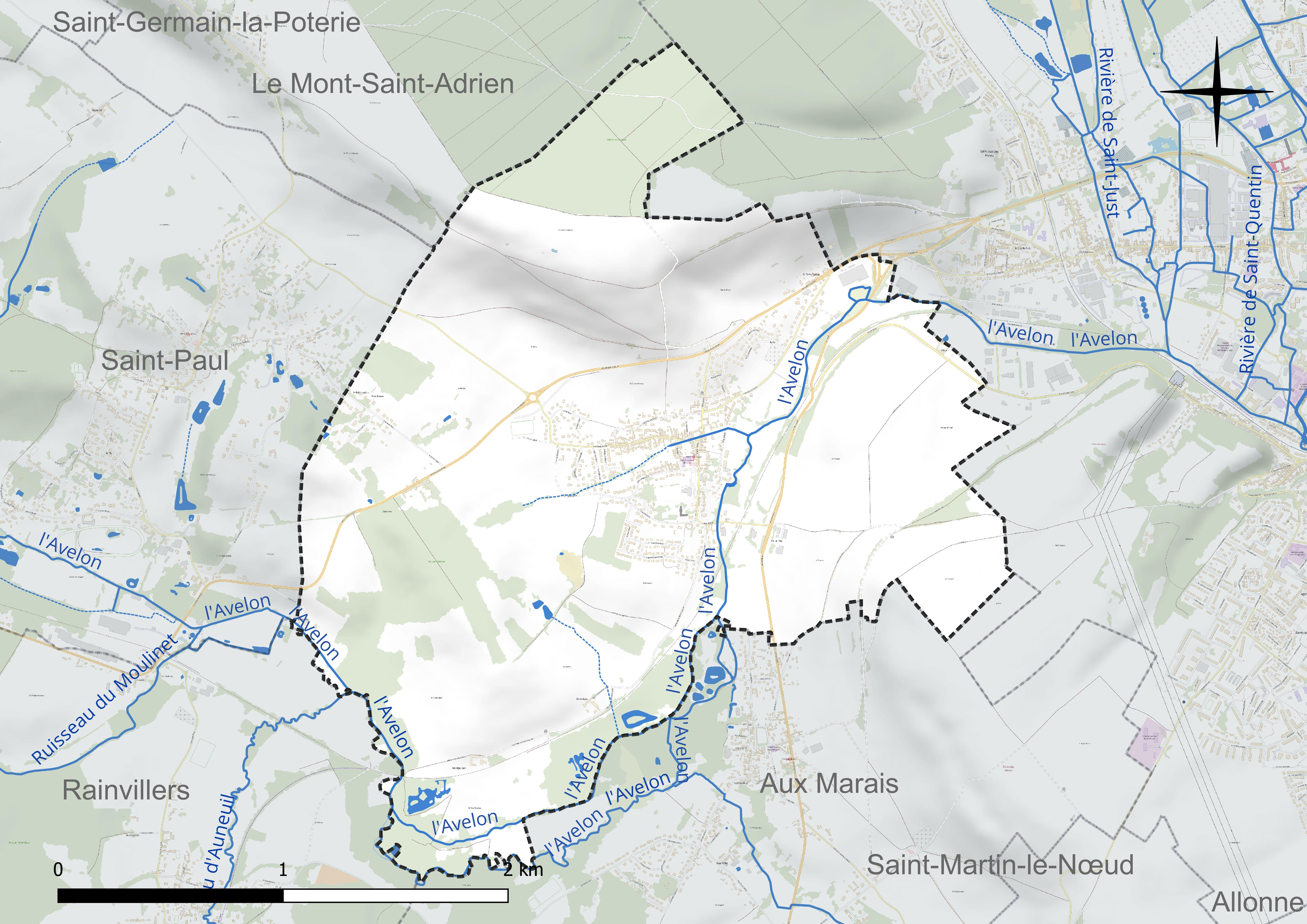
Réseau hydrographique de Goincourt.

#### Gestion et qualité des eaux
Le territoire communal est couvert par le schéma d'aménagement et de gestion des eaux (SAGE) « Sensée ». Ce document de planification concerne un territoire de 1 219 km2 de superficie, délimité par le bassin versant du Thérain. Le périmètre a été arrêté le 27 janvier 2023 et le SAGE proprement dit est, en 2024, en cours d'élaboration. La structure porteuse de l'élaboration et de la mise en œuvre est le syndicat intercommunal de la Vallée du Thérain (SIVT).
La qualité des cours d'eau peut être consultée sur un site dédié géré par les agences de l'eau et l'Agence française pour la biodiversité.

### Climat
Pour des articles plus généraux, voir Climat des Hauts-de-France et Climat de l'Oise.
En 2010, le climat de la commune est de type climat océanique dégradé des plaines du Centre et du Nord, selon une étude du CNRS s'appuyant sur une série de données couvrant la période 1971-2000. En 2020, Météo-France publie une typologie des climats de la France métropolitaine dans laquelle la commune est exposée à un climat océanique et est dans une zone de transition entre les régions climatiques « Sud-ouest du bassin Parisien » et « Nord-est du bassin Parisien ».
Pour la période 1971-2000, la température annuelle moyenne est de 10,6 °C, avec une amplitude thermique annuelle de 14,3 °C. Le cumul annuel moyen de précipitations est de 741 mm, avec 11,7 jours de précipitations en janvier et 7,9 jours en juillet. Pour la période 1991-2020, la température moyenne annuelle observée sur la station météorologique la plus proche, située sur la commune de Tillé à 7 km à vol d'oiseau, est de 11,0 °C et le cumul annuel moyen de précipitations est de 655,5 mm,. Pour l'avenir, les paramètres climatiques de la commune estimés pour 2050 selon différents scénarios d'émission de gaz à effet de serre sont consultables sur un site dédié publié par Météo-France en novembre 2022.

## Urbanisme

### Typologie
Au 1er janvier 2024, Goincourt est catégorisée ceinture urbaine, selon la nouvelle grille communale de densité à sept niveaux définie par l'Insee en 2022.
Elle appartient à l'unité urbaine de Beauvais, une agglomération intra-départementale regroupant quatre  communes, dont elle est une commune de la banlieue,,. Par ailleurs la commune fait partie de l'aire d'attraction de Beauvais, dont elle est une commune de la couronne,. Cette aire, qui regroupe 162 communes, est catégorisée dans les aires de 50 000 à moins de 200 000 habitants,.

### Occupation des sols

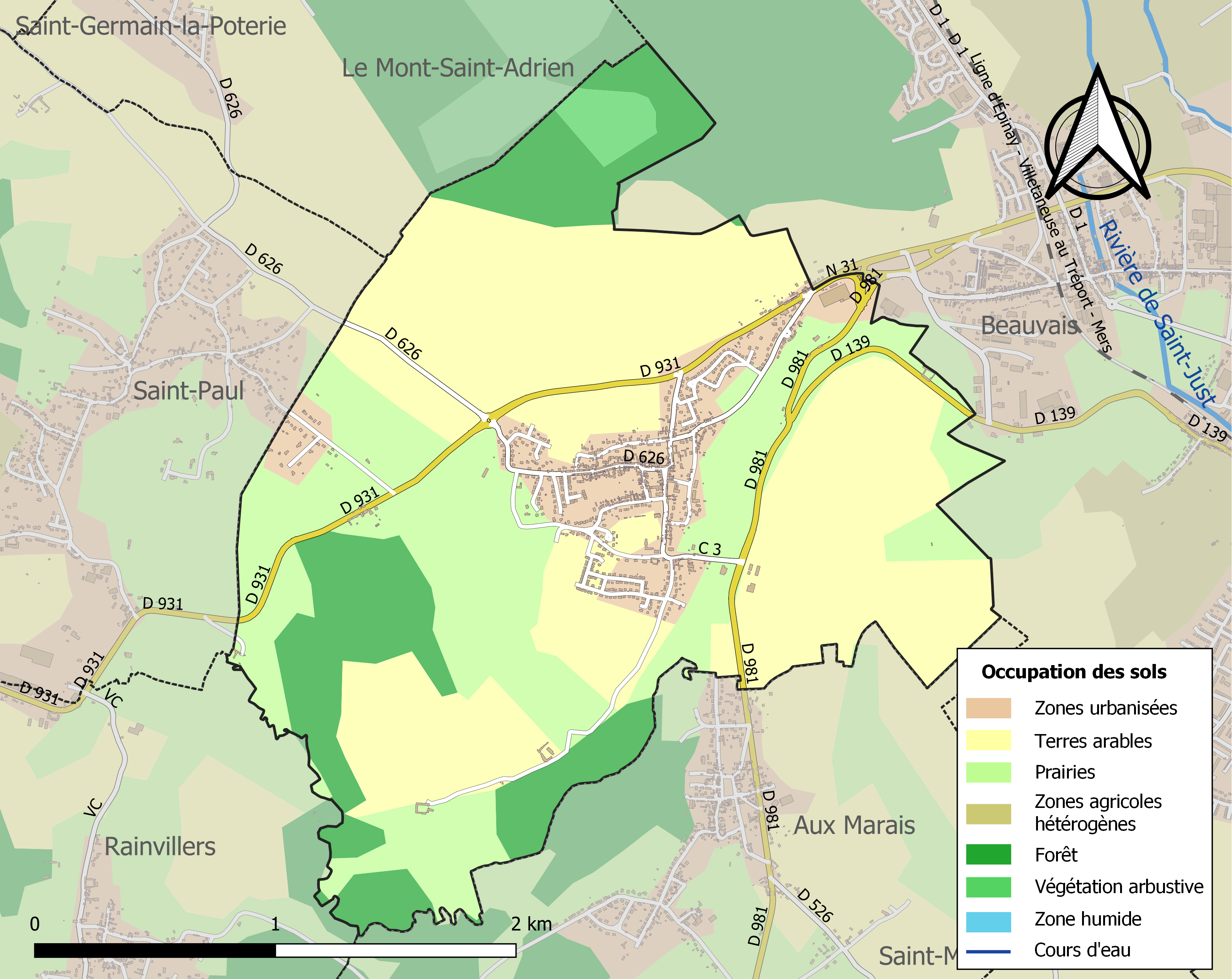
Carte des infrastructures et de l'occupation des sols de la commune en 2018 (CLC).

L'occupation des sols de la commune, telle qu'elle ressort de la base de données européenne d'occupation biophysique des sols Corine Land Cover (CLC), est marquée par l'importance des territoires agricoles (73,3 % en 2018), en diminution par rapport à 1990 (74,7 %). La répartition détaillée en 2018 est la suivante : 
terres arables (44,8 %), prairies (28,5 %), forêts (15,3 %), zones urbanisées (10,1 %), milieux à végétation arbustive et/ou herbacée (1,3 %). L'évolution de l'occupation des sols de la commune et de ses infrastructures peut être observée sur les différentes représentations cartographiques du territoire : la carte de Cassini (XVIIIe siècle), la carte d'état-major (1820-1866) et les cartes ou photos aériennes de l'IGN pour la période actuelle (1950 à aujourd'hui).

### Habitat et logement
En 2018, le nombre total de logements dans la commune était de 643, alors qu'il était de 565 en 2013 et de 547 en 2008.
Parmi ces logements, 94,8 % étaient des résidences principales, 1,1 % des résidences secondaires et 4 % des logements vacants. Ces logements étaient pour 89,9 % d'entre eux des maisons individuelles et pour 9,8 % des appartements.
Le tableau ci-dessous présente la typologie des logements à Goincourt en 2018 en comparaison avec celle de l'Oise et de la France entière. Une caractéristique marquante du parc de logements est ainsi une proportion de résidences secondaires et logements occasionnels (1,1 %) inférieure à celle du département (2,5 %) et à celle de la France entière (9,7 %). Concernant le statut d'occupation de ces logements, 71,8 % des habitants de la commune sont propriétaires de leur logement (81,7 % en 2013), contre 61,4 % pour l'Oise et 57,5 % pour la France entière.
| Typologie                                               | Goincourt | Oise | France entière |
| ------------------------------------------------------- | --------- | ---- | -------------- |
| Résidences principales (en %)                           | 94,8      | 90,4 | 82,1           |
| Résidences secondaires et logements occasionnels (en %) | 1,1       | 2,5  | 9,7            |
| Logements vacants (en %)                                | 4         | 7,1  | 8,2            |

### Voies de communication et transports
En 2023, la commune est desservie par les lignes 511, 518, des lignes scolaires et le service de transport à la demande Corolis à la demande - Zone Centre du réseau Corolis. Elle est également desservie par les lignes 607, 610, 618, 6138 et 6149 du réseau interurbain de l'Oise.

## Toponymie

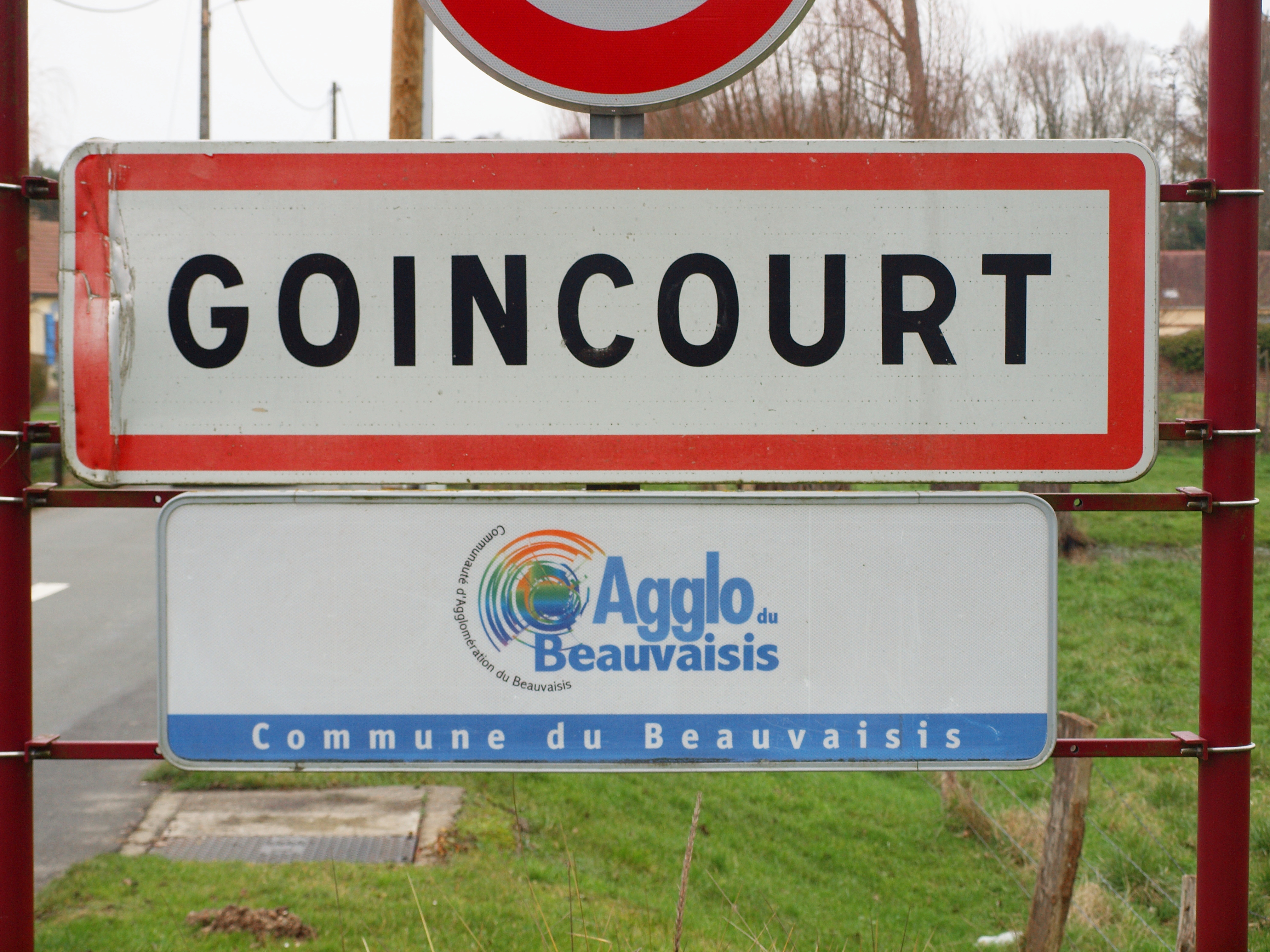

Guinicurtis, vers 1030; Gohincurte 1147; formé sur le nom d'homme germanique Godin (ou Godila) et le latin cortem (domaine).

## Histoire

### Préhistoire
Goincourt est certainement d'origine préhistorique, car on a trouvé sur la commune des bifaces en silex[réf. nécessaire].

### Moyen Âge
Louis Graves indiquait au milieu du XIXe siècle « ce lieu relevait du comté de Beauvafs.
L'abbaye de Saint-Paul avait la seigneurie du village. Cependant  on trouve, dans les mémoires relatifs aux guerres du seizième siècle, des capitaines du nom de Goincourt.
L'abbesse avait aussi le patronage de la cure qui lui avait été donnée dans le onzième siècle par Guy. évêque de Beauvais. Elle percevait les deux tiers des dîmes et le curé le reste ».

### Temps modernes
Les eaux ferrugineuses de Goincourt étaient préconisées aux quinzième et seizième siècles. On essaya vainement, vers 1752, d'en rétablir l'usage.

### Époque contemporaine
Le village s'inscrit dans la tradition des grands maîtres potiers du Beauvaisis et du Pays de Bray aux XVIIIe et XIXe siècles avec notamment la Manufacture de l'Italienne où débuta Auguste Delaherche.
En 1851, Goincourt dispose d'une compagnie de pompiers et de sa pompe à incendie. On trouvait dans la commune plusieurs carrières, une argilière, un four à chaux, une faïencerie, une manufacture de vitriol, deux moulins à eau. La population était principalement agricole, mais quelques ouvriers embauchaient à Beauvais.
Goincourt a été desservi en 1875 par une gare sur la ligne de Beauvais à Gisors-Embranchement. Les installations ferroviaires sont abandonnéss en 1973, mais le trafic avait cessé auparavant.

## Politique et administration

### Rattachements administratifs et électoraux

#### Rattachements administratifs
La commune se trouve dans l'arrondissement de Beauvais du département de l'Oise.
Elle faisait partie depuis 1802 du canton de Beauvais-Sud-Ouest. Dans le cadre du redécoupage cantonal de 2014 en France, cette circonscription administrative territoriale a disparu, et le canton n'est plus qu'une circonscription électorale.

#### Rattachements électoraux
Pour les élections départementales, la commune fait partie depuis 2014 du canton de Beauvais-2
Pour l'élection des députés, elle fait partie de la deuxième circonscription de l'Oise.

### Intercommunalité
Goincourt est membre de la communauté d'agglomération du Beauvaisis, un établissement public de coopération intercommunale (EPCI) à fiscalité propre créé en 20041 et auquel la commune a transféré un certain nombre de ses compétences, dans les conditions déterminées par le code général des collectivités territoriales.

## Équipements et services publics

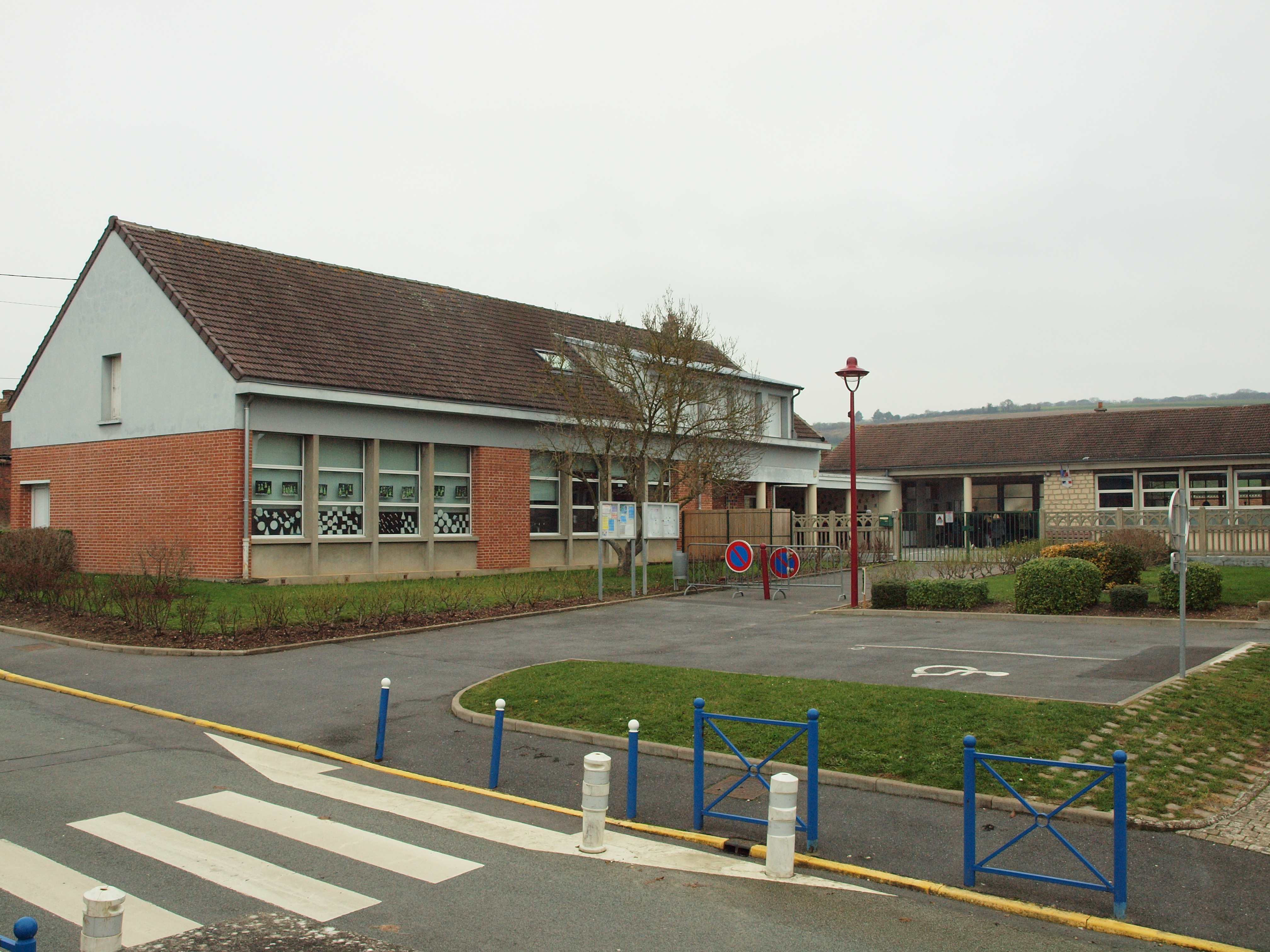
L'école.

### Liste des maires
| Période                                  | Période                      | Identité             | Étiquette | Qualité                                                                                                  |
| ---------------------------------------- | ---------------------------- | -------------------- | --------- | --- |
| Les données manquantes sont à compléter. |                              |                      |           | |
|                                          |                              |                      |           | |
| avant 1865                               |                              | M. Piet              |           | |
| août 1887                                |                              | Eugène Languedoc     |           | |
|                                          |                              |                      |           | |
| avril 1943                               |                              | Georges Maison       |           | Président de la délégation spéciale nommée par le Régime de vichy après dissolution du conseil municipal |
|                                          |                              |                      |           | |
| 1977                                     | 1983                         | Jacqueline Dobel     |           | |
| mars 1983                                | mars 2001                    | Pierre Dubus         |           | |
| mars 2001                                | mars 2008                    | Jean-Jacques Serrano |           | |
| mars 2008                                | avril 2010,                  | Isabelle Gourmelen   |           | Démissionnaire                                                                                           |
| mai 2010                                 | mai 2020                     | Jacques Billoré,     |           | retraité de la SNCF                                                                                      |
| mai 2020                                 | juillet 2023                 | Jean Levoir          |           | Démissionnaire                                                                                           |
| octobre 2023                             | En cours (au 9 octobre 2023) | Benoît Bonnellier    |           | |

## Population et société

### Démographie

#### Évolution démographique
L'évolution du nombre d'habitants est connue à travers les recensements de la population effectués dans la commune depuis 1793. Pour les communes de moins de 10 000 habitants, une enquête de recensement portant sur toute la population est réalisée tous les cinq ans, les populations de référence des années intermédiaires étant quant à elles estimées par interpolation ou extrapolation. Pour la commune, le premier recensement exhaustif entrant dans le cadre du nouveau dispositif a été réalisé en 2004.

En 2022, la commune comptait 1 582 habitants, en évolution de +21,32 % par rapport à 2016 (Oise : +0,87 %, France hors Mayotte : +2,11 %).
| 1793 | 1800 | 1806 | 1821 | 1831 | 1836 | 1841 | 1846 | 1851 |
| ---- | ---- | ---- | ---- | ---- | ---- | ---- | ---- | ---- |
| 428  | 413  | 412  | 397  | 452  | 505  | 545  | 541  | 559  |

| 1856 | 1861 | 1866 | 1872 | 1876 | 1881 | 1886 | 1891 | 1896 |
| ---- | ---- | ---- | ---- | ---- | ---- | ---- | ---- | ---- |
| 585  | 609  | 486  | 536  | 618  | 603  | 614  | 590  | 620  |

| 1901 | 1906 | 1911 | 1921 | 1926 | 1931 | 1936 | 1946 | 1954 |
| ---- | ---- | ---- | ---- | ---- | ---- | ---- | ---- | ---- |
| 583  | 537  | 476  | 519  | 535  | 486  | 499  | 573  | 689  |

| 1962 | 1968 | 1975  | 1982  | 1990  | 1999  | 2004  | 2006  | 2009  |
| ---- | ---- | ----- | ----- | ----- | ----- | ----- | ----- | ----- |
| 680  | 861  | 1 073 | 1 253 | 1 186 | 1 279 | 1 207 | 1 254 | 1 267 |

| 2014  | 2019  | 2022  | - | - | - | - | - | - |
| ----- | ----- | ----- | - | - | - | - | - | - |
| 1 248 | 1 544 | 1 582 | - | - | - | - | - | - |

#### Pyramide des âges
La population de la commune est relativement jeune.
En 2018, le taux de personnes d'un âge inférieur à 30 ans s'élève à 33,4 %, soit en dessous de la moyenne départementale (37,3 %). À l'inverse, le taux de personnes d'âge supérieur à 60 ans est de 28,6 % la même année, alors qu'il est de 22,8 % au niveau départemental.
En 2018, la commune comptait 719 hommes pour 748 femmes, soit un taux de 50,99 % de femmes, légèrement inférieur au taux départemental (51,11 %).
Les pyramides des âges de la commune et du département s'établissent comme suit.
| Hommes | Classe d’âge | Femmes |
| ------ | ------------ | ------ |
| 1,2    | 90 ou +      | 0,8    |
| 8,8    | 75-89 ans    | 9,9    |
| 18,1   | 60-74 ans    | 18,3   |
| 19,8   | 45-59 ans    | 20,8   |
| 16,2   | 30-44 ans    | 19,1   |
| 14,9   | 15-29 ans    | 13,4   |
| 20,9   | 0-14 ans     | 17,8   |

| Hommes | Classe d’âge | Femmes |
| ------ | ------------ | ------ |
| 0,5    | 90 ou +      | 1,4    |
| 5,5    | 75-89 ans    | 7,6    |
| 15,6   | 60-74 ans    | 16,3   |
| 20,8   | 45-59 ans    | 20     |
| 19,4   | 30-44 ans    | 19,4   |
| 17,6   | 15-29 ans    | 16,2   |
| 20,6   | 0-14 ans     | 19,1   |

## Culture locale et patrimoine

### Lieux et monuments
- L'église Saint-Lubin ;
- Ancienne faïencerie[36].

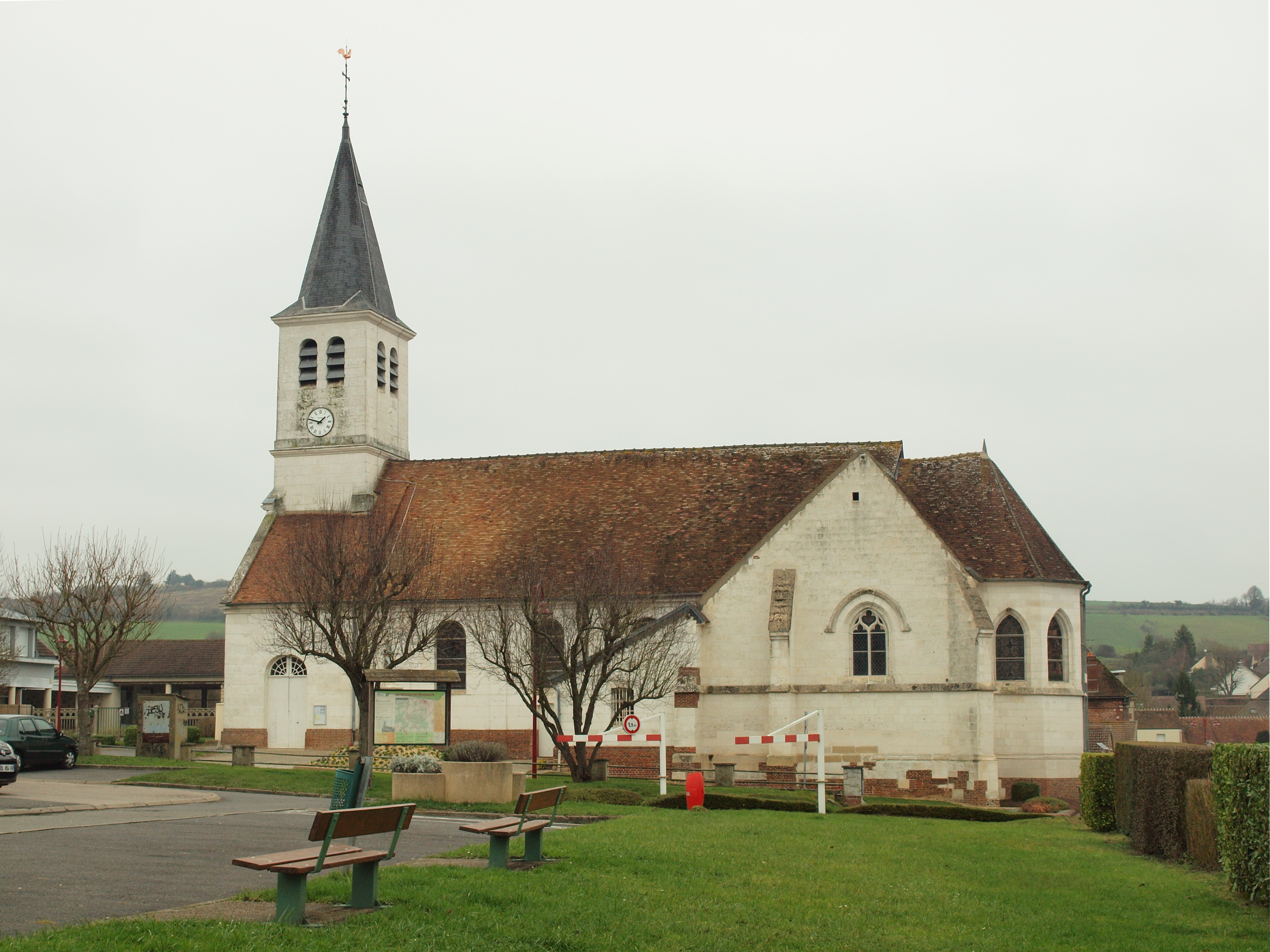
L'église.
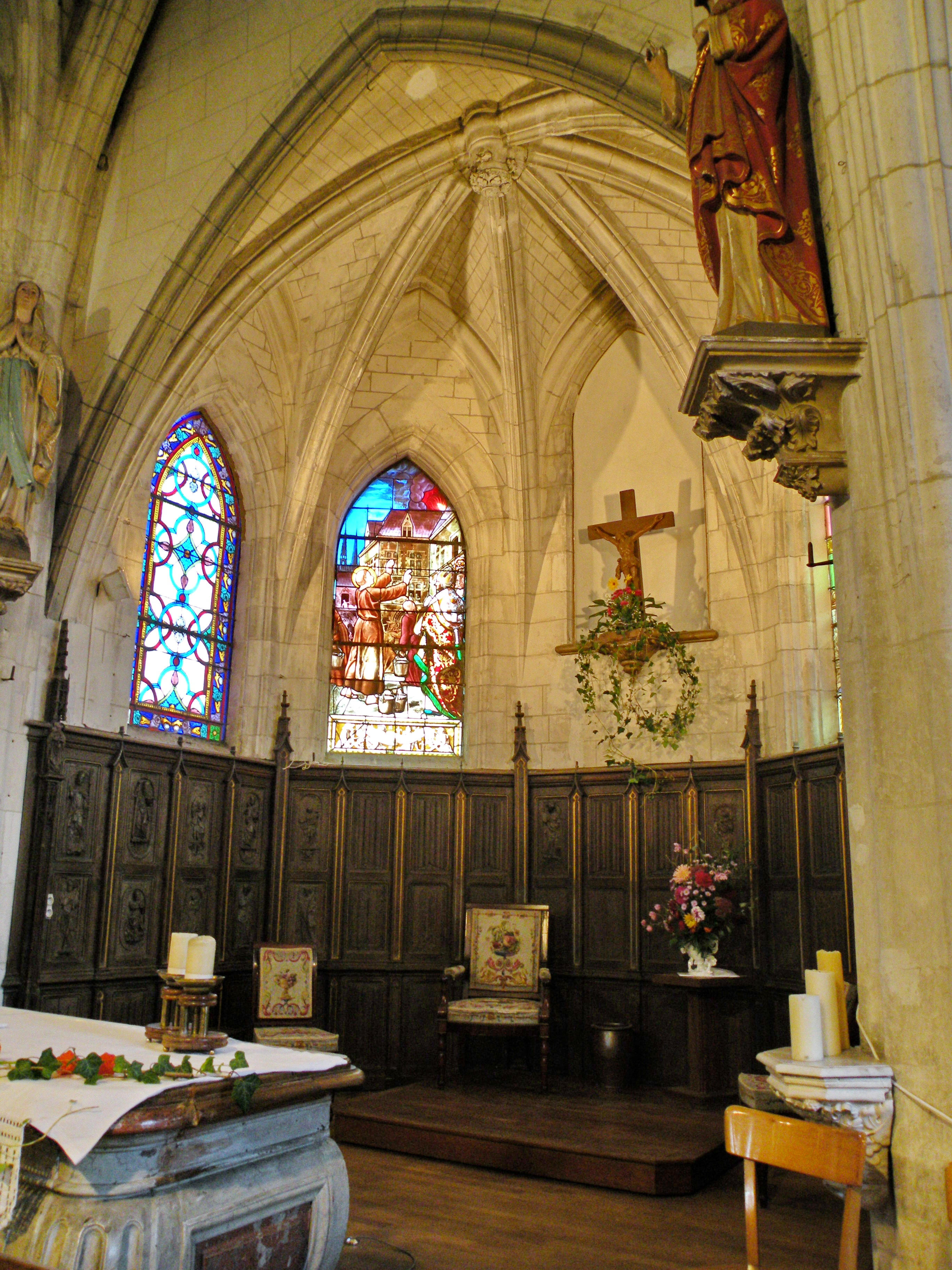
Chœur de l'église
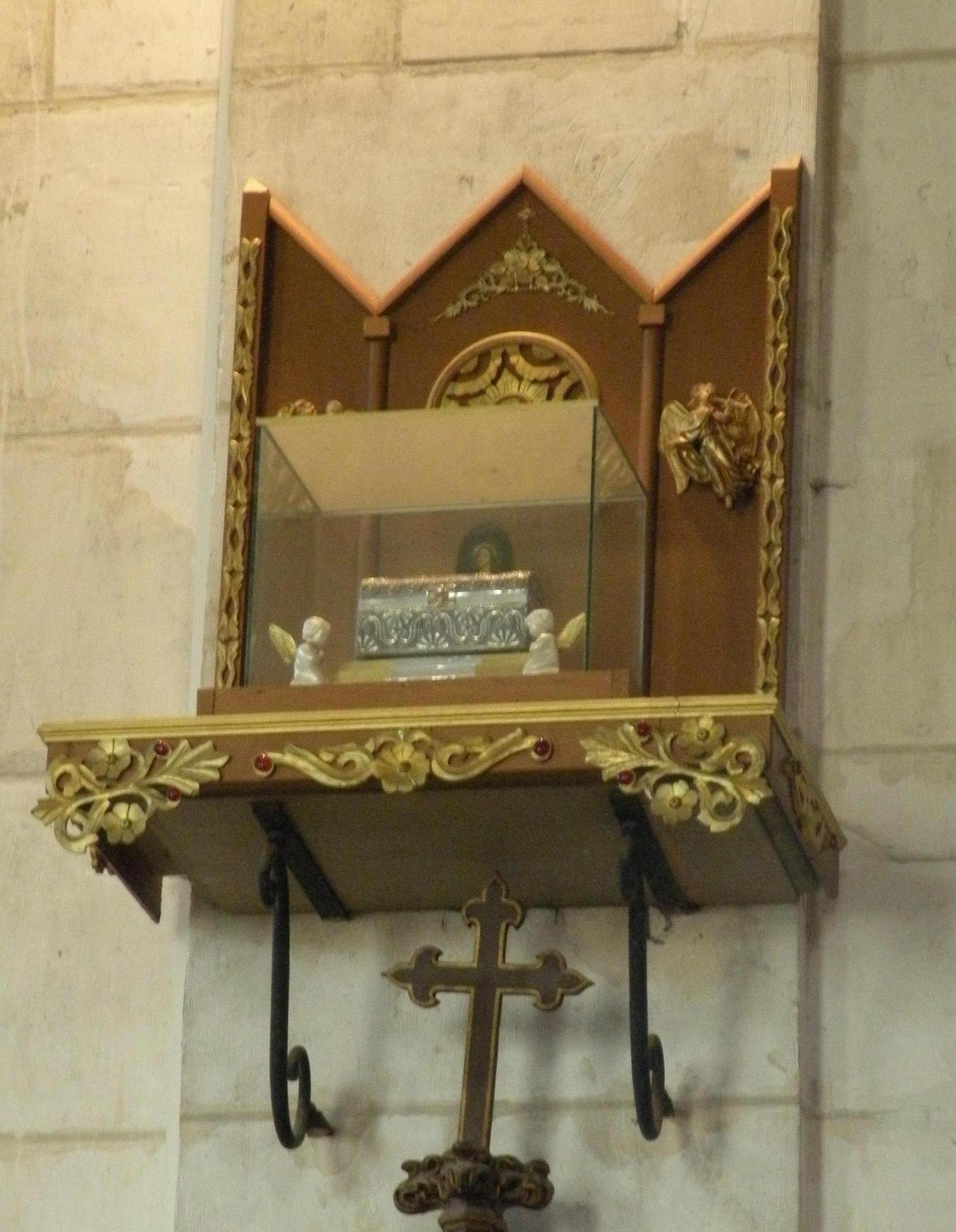
Reliquaire de Saint Lubin.
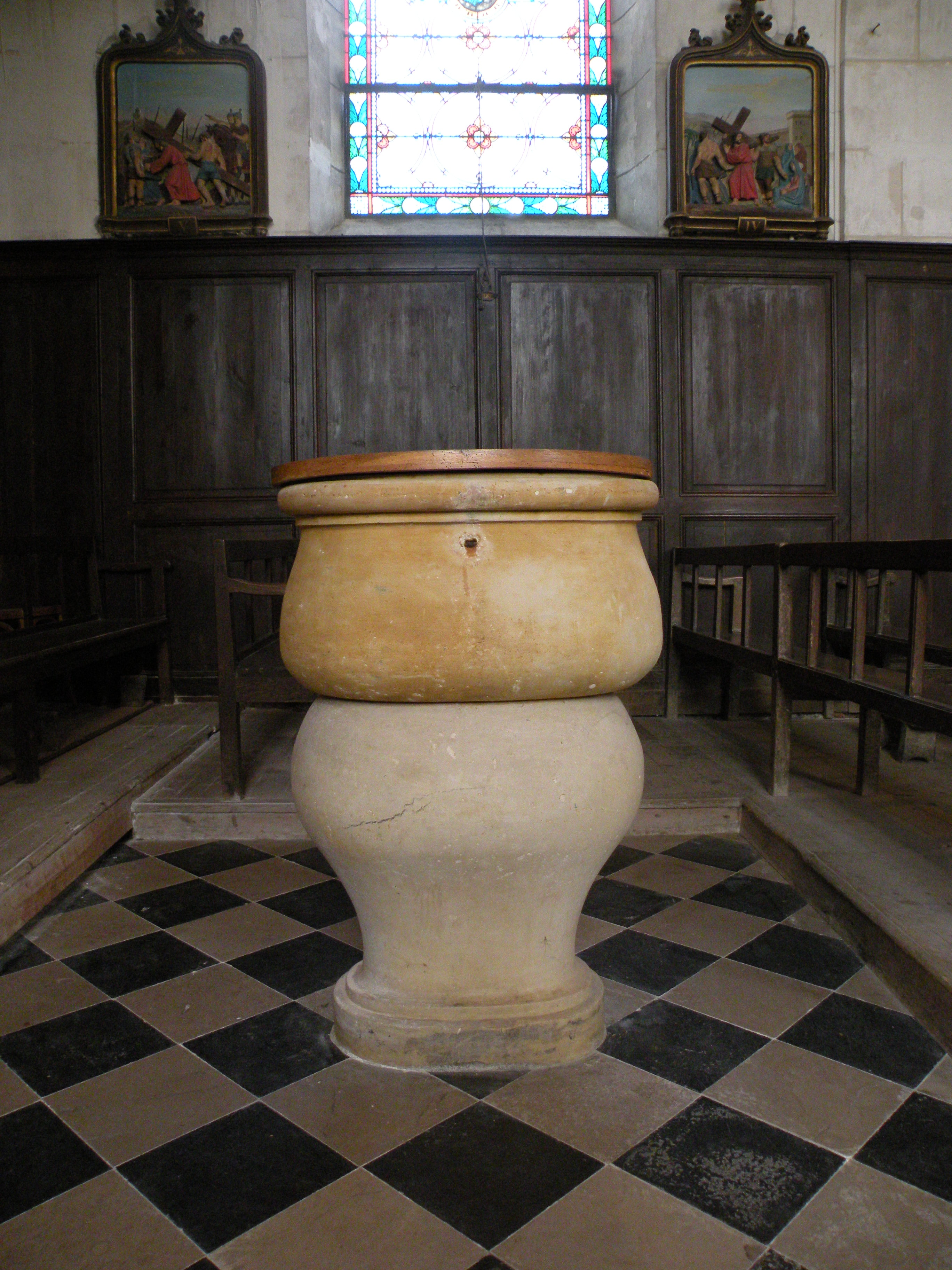
Fonts baptismaux de l'église
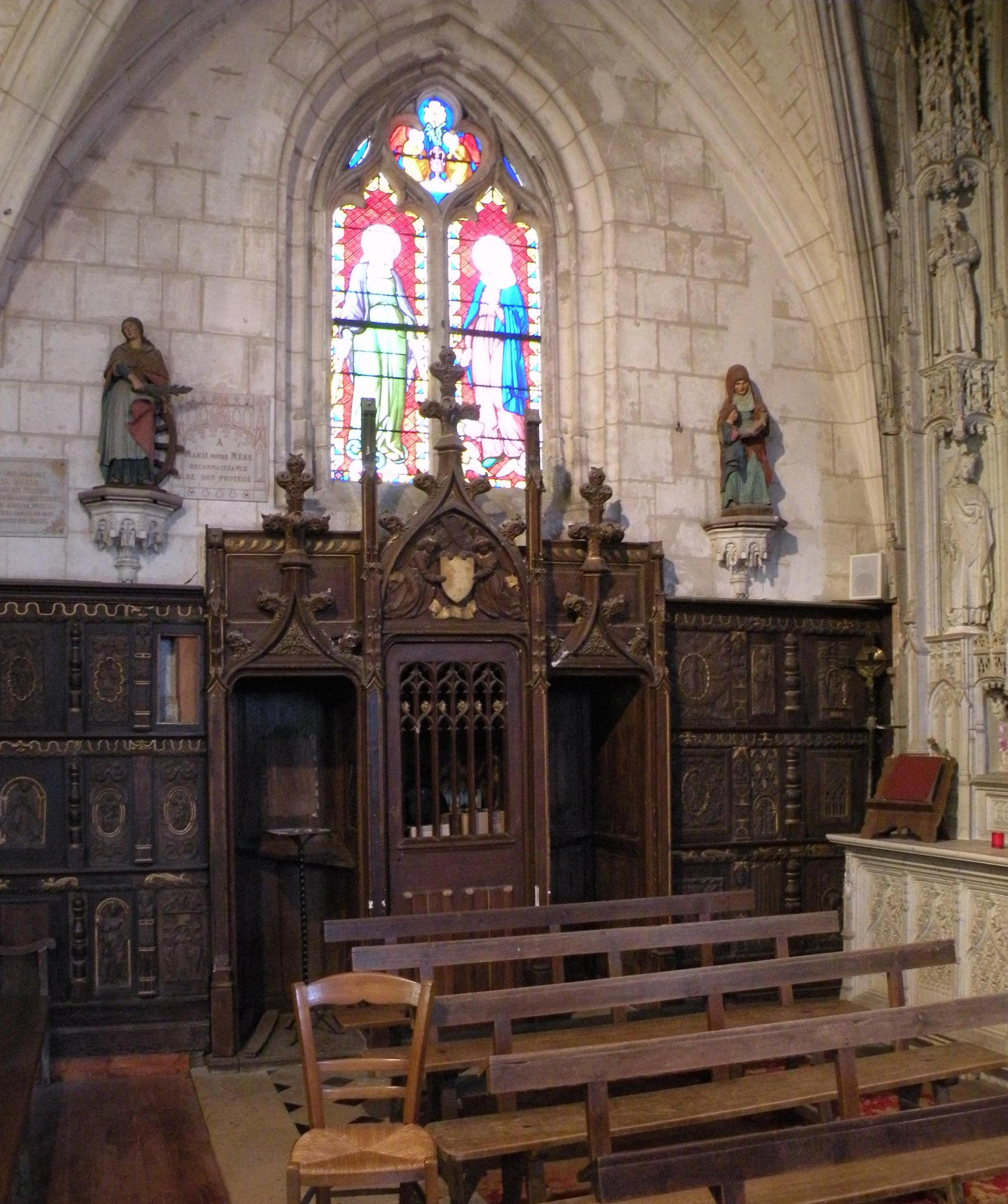
Confessionnal et mobilier liturgique.
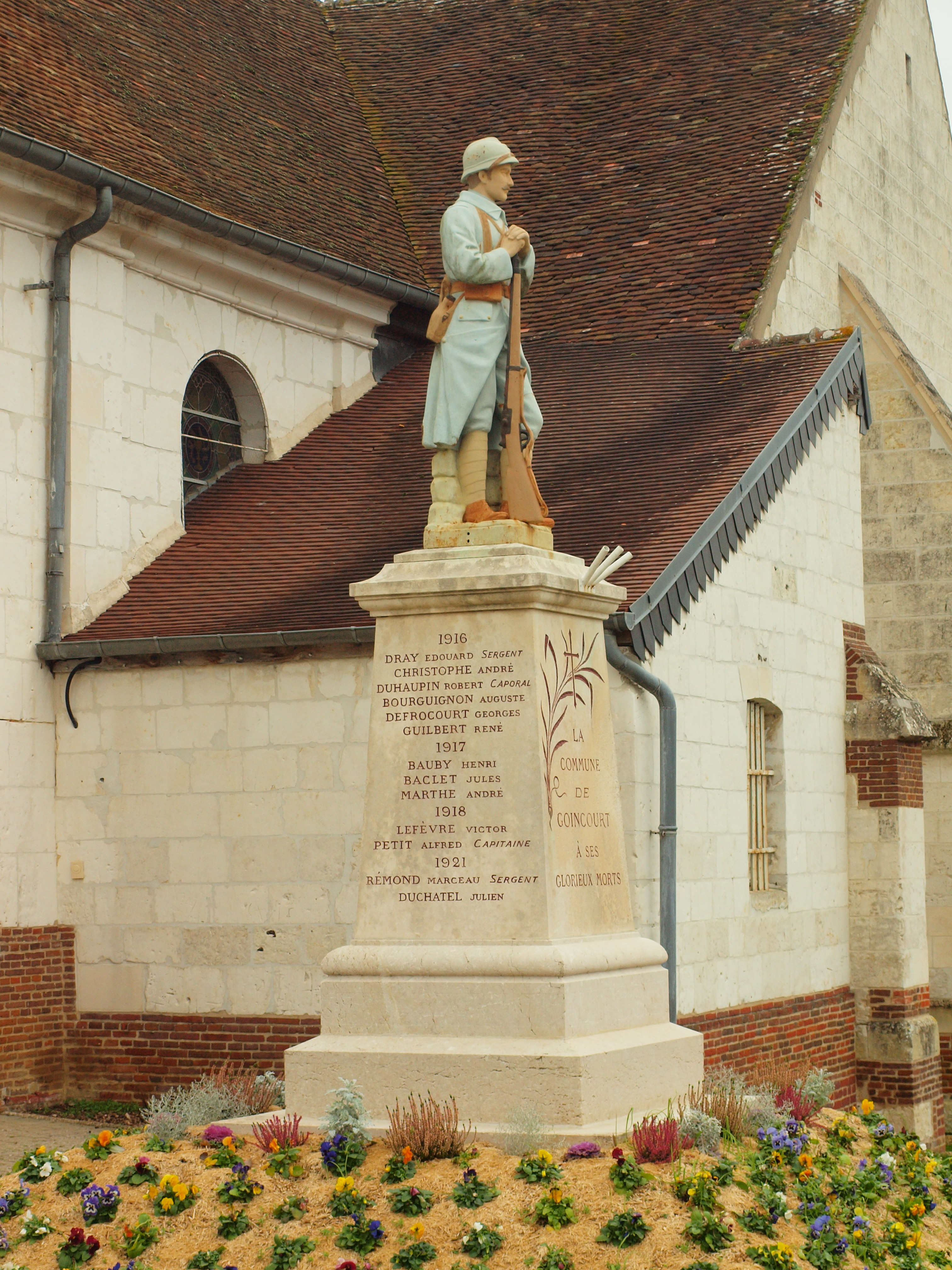
Monument aux morts.
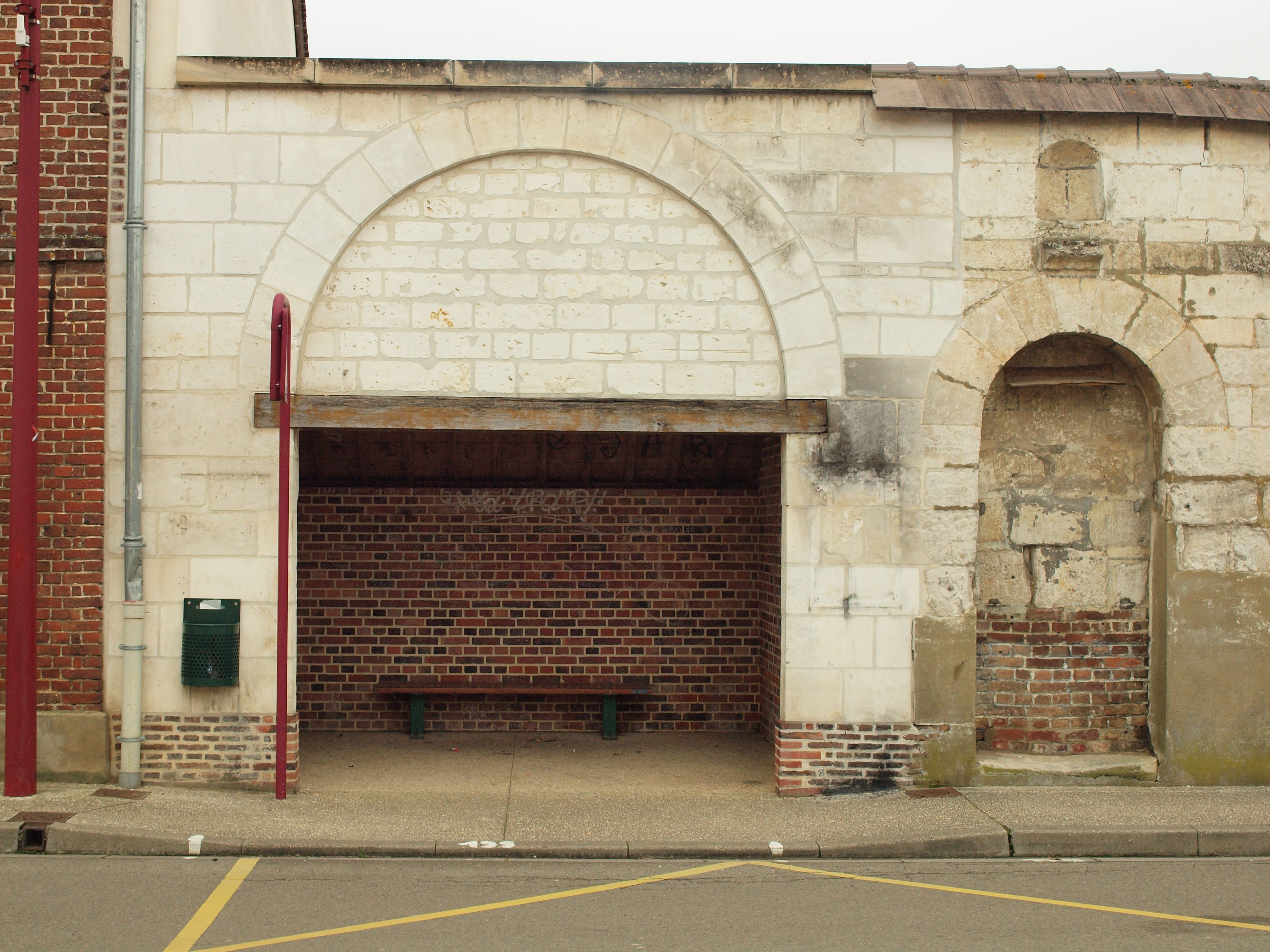
Aubette
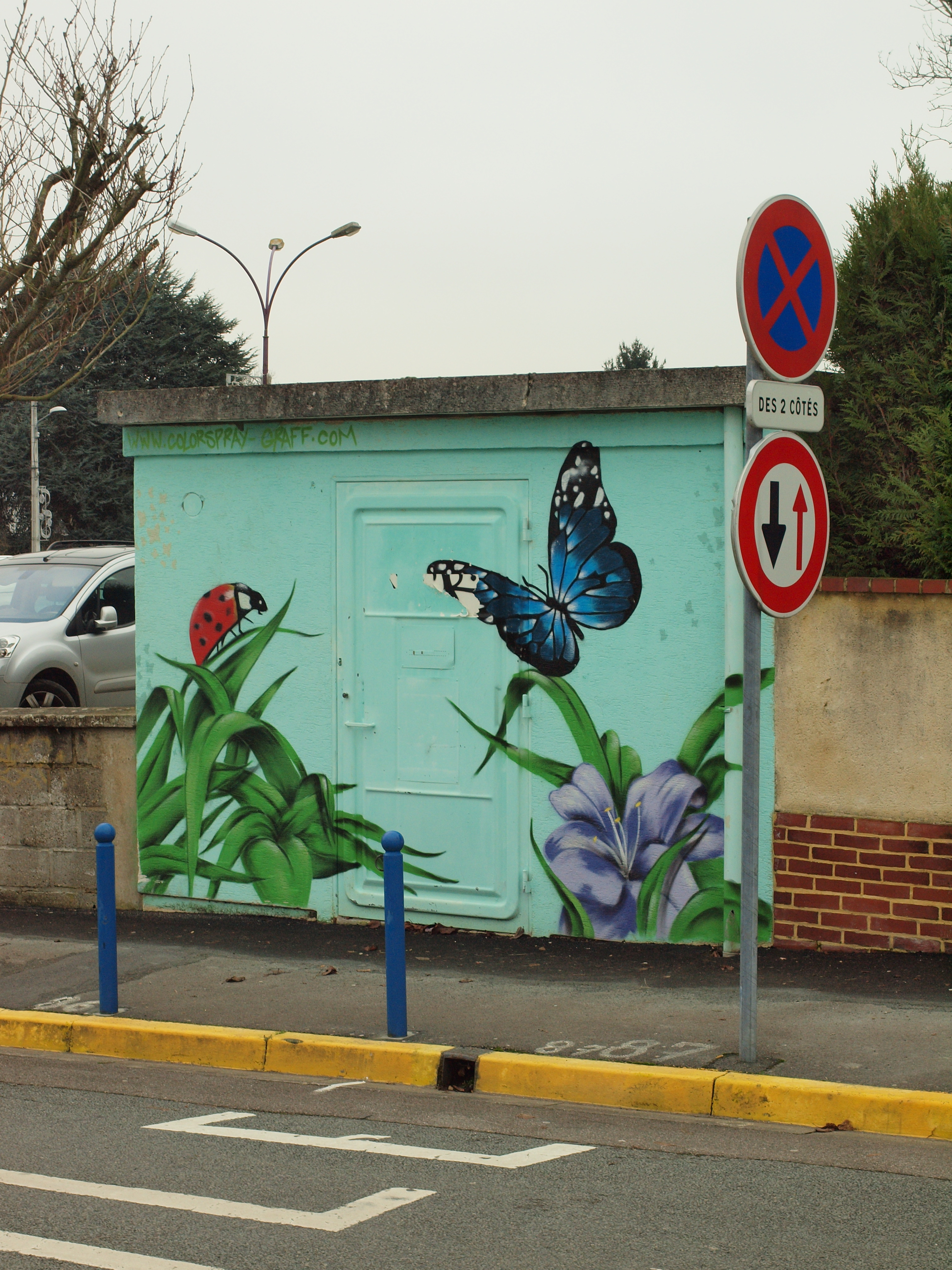
Transformateur décoré

## Pour approfondir